# Alessandro Kraus
Alessandro Kraus (Firenze, 12 ottobre 1853 – Fiesole, 21 maggio 1931) è stato un musicologo, pianista,  organologo e collezionista di strumenti musicali sammarinese.

## Biografia
Alessandro Kraus figlio non deve essere confuso con il padre Alexander (1820-1904) - detto Alessandro padre - nativo di Francoforte sul Meno ma stabilitosi a Firenze dopo aver preso la cittadinanza della Repubblica di San Marino.
A partire dal 1875 Alessandro Kraus figlio si adoperò per creare una collezione di strumenti musicali "di ogni popolo e paese" e, nel giro di soli tre anni, essa raggiunse il numero di oltre 1500 esemplari, tanto da costituire un vero e proprio museo: agli antichi strumenti europei si affiancavano oggetti sonori delle più varie culture musicali, superando di fatto la visione eurocentrica tipica degli studi e delle raccolte dell'epoca. Per questo Alessandro Kraus figlio può essere considerato un etnomusicologo ante-litteram.
La collezione Kraus fu presentata, nel 1878, all'Esposizione universale di Parigi. Qui Kraus figlio presentò il suo volume La musique au Japon (Firenze, Arte della stampa, 1878), prima monografia scritta da un occidentale sulla musica giapponese.
Gli strumenti giapponesi della collezione Kraus furono esposti anche a Firenze, nel settembre 1878, in occasione del IV Congresso internazionale degli orientalisti, per il quale i Kraus organizzarono nella loro villa fiesolana un "concerto etnografico" in cui furono eseguiti brani di musiche giapponesi, indiane e di altre culture extraeuropee.
Dagli anni '80 Alessandro Kraus figlio coltivò più decisamente i suoi interessi relativi all'antropologia, all'archeologia, alla geografia oltre a propugnare la tutela del diritto d'autore nelle opere musicali. Pubblicò numerosi studi su musiche extraeuropee e partecipò a tutti i convegni internazionali degli orientalisti tenutisi in Europa tra il 1878 e il 1886.
Fra i musicisti che visionarono la collezione Kraus si ricorda Pietro Mascagni. Il compositore livornese per completare l'opera Iris fece infatti visita a Alessandro Kraus figlio, rimanendo fortemente colpito sia dai suoi strumenti, sia dalle notizie che il musicologo sammarinese gli fornì sulla musica giapponese.